# Сийтър
„Сийтър“ (Seether), първоначално име „Сарон Гас“ (Saron Gas), е пост-гръндж група в град Претория, ЮАР през 1999 година.
Бандата има подписва договори с „Уайнд-ъп Рекърдс“ и с „Маскътиър Рекърдс“.

## История

### Начални години
„Сарон Гас“ започва историята си с изяви на обществени места (главно в Претория и Йоханесбург) като партита, нощни клубове, концерти и университети като Кейптаунския университет и Стелънбошкия университет.
Първият албум Fragile излиза чрез „Маскътиър Рекърдс“ в ЮАР. Звукозаписната компания „Уайнд-ъп Рекърдс“ проявява интерес към „Сарон Гас“ и започва работа с нея след успеха на 69 Tea на южноафриканската музикална класация. Групата променя името си на „Сийтър“, за да избегне объркване със смъртоносния газ зарин. Името „Сийтър“ е взето от песента на Верука Солт Seether.

### Успех
След излизането на Disclaimer групата известно време изнася турнета. Вторият албум се отлага почти година, тъй като „Сийтър“ е избрана да подгрява за световното турне на „Еванесънс“. „Сийтър“ преработва акустичната си балада Broken и я прави електрическа балада с гост-вокалист Ейми Лий от „Еванесънс“. Положителната оценка от публиката кара групата да запише преработената версия, на която Лий е на вокалите. Заедно с новата песен Sold Me са избрани в саундтрака към филма „Наказателят“ (2004) и става голям хит в САЩ, Великобритания и Австралия. По онова време между Морган и Лий се създават интимни взаимоотношения.

## Състав
Групата се състои от Шон Морган, Дейл Стюарт, Джон Хъмфри, Трой Маклауърн. Бивши участници са Джош Фрийс, Джон Джонстън, Ник Оширо, Ник Анис – Афро Ник, Пат Калахан. Имат дует с Ейми Лий от „Еванесънс“ – песента Broken.

## Дискография
Студио албуми
- 2000 – „Fragile“
- 2002 – „Disclaimer“
- 2004 – „Disclaimer II“
- 2005 – „Karma and Effect“
- 2007 – „Finding Beauty in Negative Spaces“
- 2011 – „Holding Onto Strings Better Left to Fray“

Албуми на живо
- 2006 – „One Cold Night“